# Walter Zeman

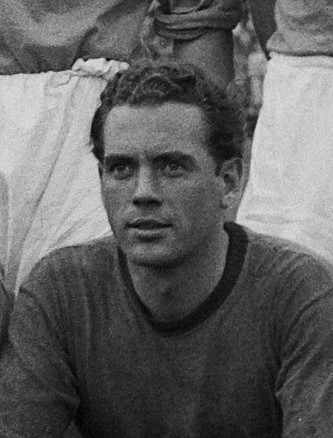
Walter Zeman im Jahr 1953

Walter Zeman (* 1. Mai 1927 in Wien; † 8. August 1991 ebenda) war ein österreichischer Fußballspieler auf der Position des Torwarts. Er gilt neben Rudi Hiden als einer der beiden besten Fußballtormänner in der Geschichte des österreichischen Fußballs. Seine Sprungkraft und Fähigkeiten als Tormann brachten ihm auch die Spitznamen Tiger und Panther ein. Besondere Stärken waren seine hervorragende Reaktionsfähigkeit, seine Fangsicherheit, sein Stellungsspiel und die Fähigkeit, die Abwehr zu führen und zu organisieren.

## Karriere

### Frühe Jahre und Erfolge
Walter Zeman begann seine Karriere beim kleinen Favoritner Fußballklub SV Wienerberg. Bereits in jungen Jahren war er ein ausgezeichneter Leichtathlet, der seine dabei erworbene Sprungtechnik als Tormann optimal umsetzen konnte. Von den „Ziegelböhm“ wechselte Walter Zeman 1942 zum Favoritner Erstligaklub FC Wien. Dort machte er durch zahlreiche Paraden auf sich aufmerksam, sodass er 1945 mit 18 Jahren als neuer Stammgoalie zum Spitzenverein SK Rapid Wien kam. Im selben Jahr durfte er beim ersten Heimspiel der nach Kriegsende wiedergegründeten österreichischen Fußballnationalmannschaft das Tor hüten. Österreich konnte damals Frankreich mit 4:1 besiegen.
Mit den Hütteldorfern konnte Walter Zeman zumeist die Meisterschaft dominieren und auch internationale Erfolge feiern. Insgesamt wurde er mit den Grün-Weißen acht Mal Meister, kam im Europapokal der Landesmeister 1960/61 bis ins Halbfinale und gewann 1951 den Zentropapokal, eine Neuauflage des Mitropacups. Walter Zeman war in Hütteldorf ein sehr beliebter Spieler, der bei den Fans einen hohen Stellenwert hatte. Seine mit Ernst Happel auf dem Spielfeld ausgetragenen Differenzen waren oft die Würze eines Spieles. Insgesamt absolvierte er bis 1961 235 Ligaspiele für Rapid. In der Saison 1961/62 spielte er noch zehnmal für den Salzburger AK 1914 in der österreichischen Staatsliga. Nach dem Abstieg der Salzburger beendete er seine Profikarriere.
Seine berühmtesten Spiele bestritt er allerdings anfangs der 1950er Jahre für die Nationalmannschaft. Als Panther von Glasgow wurde er am 13. Dezember 1950 berühmt, als er Österreichs 1:0-Sieg auswärts gegen Schottland bis zur letzten Sekunde halten konnte – kurz danach wurde er als erster Fußballer zu Österreichs Sportler des Jahres gewählt. Weiters brachte Walter Zeman die Goldene Elf rund um Ferenc Puskás mit seinen Glanzparaden zum Verzweifeln. Sándor Kocsis meinte nach einem Spiel in Budapest am 26. April 1953: „Zeman ist ein Hexenmeister, er hat uns um den Sieg gebracht, ihm gebührt der Platz im Welt-Team“.
Noch im selben Jahr wurde der Tiger von Budapest tatsächlich in die Weltauswahl berufen, die im Oktober 1953 im Londoner Wembley-Stadion anlässlich des 90-jährigen Jubiläums des englischen Fußballverbandes  England an den Rand einer Niederlage brachte und sich nur aufgrund eines höchst zweifelhaften Elfmeters in der letzten Minute mit einem 4:4 begnügen musste.

### Bitteres Ende 1954

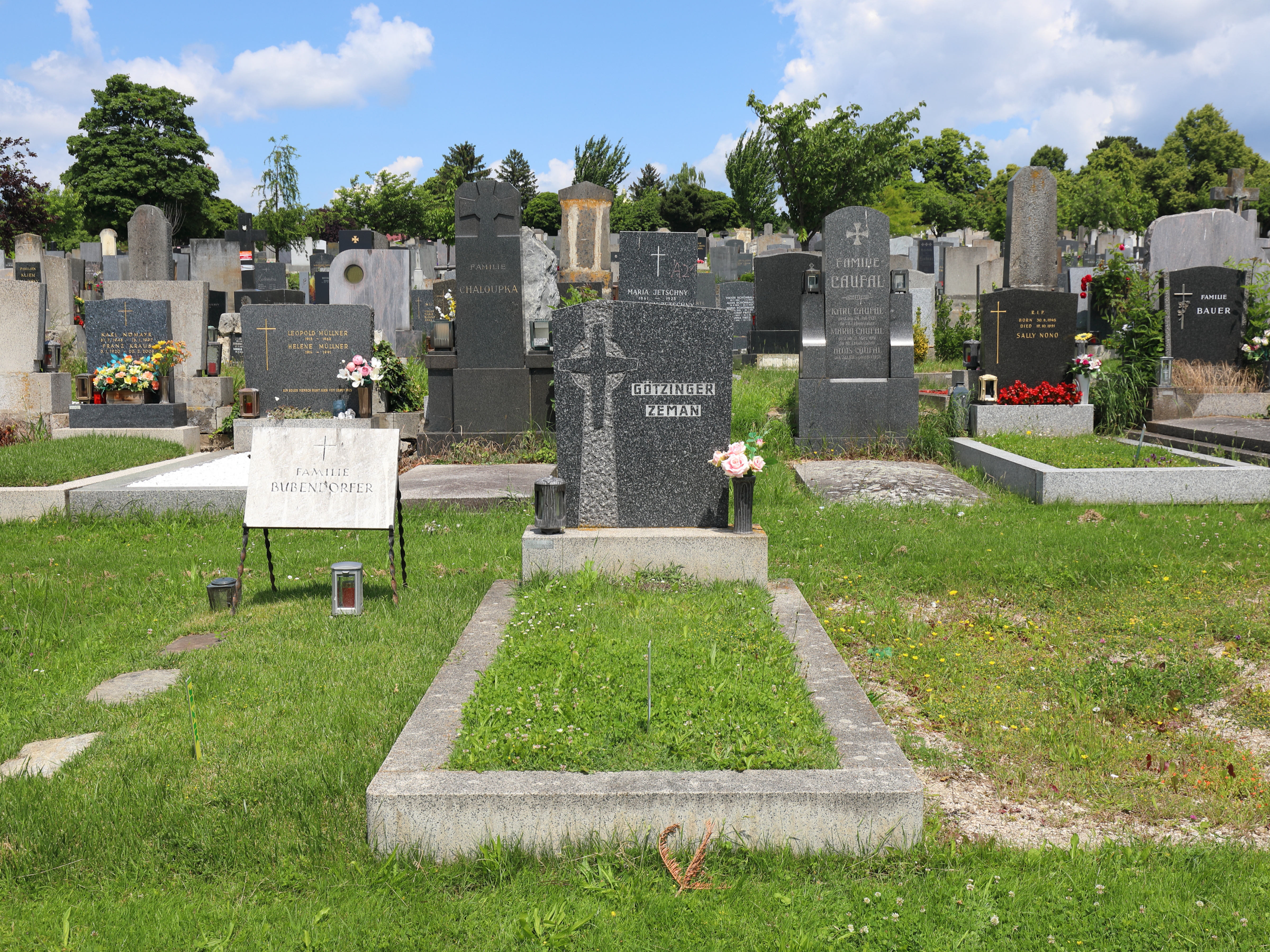
Grabstätte der Familie Zeman und Götzinger in dem Walter Zeman beigesetzt ist

Die Fußball-Weltmeisterschaft 1954 in der Schweiz hätte sich für Walter Zeman zu einem Höhepunkt seiner Fußballkarriere entwickeln sollen. Mit der Nationalmannschaft schaltete er Portugal mit einem 9:1-Sieg in der Qualifikation aus, konnte aber dann auf Grund einer Knieverletzung bei den WM-Spielen nicht spielen. Für ihn kam Kurt Schmied von der Vienna ins Team, der bravourös hielt. Österreich kam bis ins Halbfinale, doch Kurt Schmied erlitt in der berühmten Hitzeschlacht von Lausanne während des Spiels einen Sonnenstich und konnte daher im Halbfinale nicht mehr zum Einsatz kommen. So ging im Spiel gegen Deutschland der angeschlagene Walter Zeman ins Tor, der einen rabenschwarzen Tag erwischte – Österreich verlor mit 1:6. Nach diesem Spiel wurden Bestechungsvorwürfe gegen ihn laut. Walter Zeman war darüber so verärgert, dass er seine Nationalteamkarriere mit sofortiger Wirkung beendete und noch vor dem Empfang in Wien den Zug verließ.
Nach der Weltmeisterschaft 1954 war der Tormann nur noch für Rapid Wien aktiv, mit der er noch einige Meisterschaftsgewinne zu seiner Titelsammlung hinzufügen konnte. Erst gegen Ende seiner Karriere am 29. Mai 1960 konnte sich Walter Zeman überreden lassen, ein letztes Mal in der österreichischen Nationalmannschaft aufzulaufen. Der Gegner hieß Schottland – Österreich gewann mit 4:1. Nachdem er als Aktiver 1962 auch sein letztes Spiel für die Hütteldorfer absolviert hatte, ließ Walter Zeman seine Karriere beim Salzburger AK 1914 ausklingen. Nach Beendigung seiner aktiven Laufbahn übernahm der Tiger eine Trainerstelle beim Rapidnachwuchs und war 1968 unter Rudolf Vytlačil Co-Trainer der Kampfmannschaft, die in dieser Saison das Viertelfinale im Europapokal der Landesmeister erreichte und dabei Real Madrid aus dem Bewerb warf.
Am 8. August 1991 verstarb er bereits früh nach einer schweren Krankheit. Seine Grabstätte befindet sich auf dem Baumgartner Friedhof in Wien (Gruppe K1, Nummer 500).
Im April 2010 wurde in Wien-Donaustadt (22. Bezirk) die Walter-Zeman-Gasse nach ihm benannt.

## Stationen als Spieler
- SV Wienerberg (vor 1942)
- FC Wien (1942–1945)
- SK Rapid Wien (1945–1961)
- Salzburger AK 1914 (1961–1962)

## Stationen als Trainer
- Jugend des SK Rapid Wien (1963–1970)
- KDAG Wien (1970–1973)

## Erfolge
- 1 × Zentropapokal-Sieger 1951
- 8 × Österreichischer Meister 1946, 1948, 1951, 1952, 1954, 1956, 1957, 1960
- 1 × Österreichischer Pokal-Sieger 1946

- Teilnehmer und Dritter der Weltmeisterschaft 1954
- 41 Länderspiele für die österreichische Fußballnationalmannschaft von 1945 bis 1960

## Auszeichnungen
- 1 × FIFA-Weltauswahl 1953
- 1 × Österreichischer Sportler des Jahres 1950
- 3 × Österreichs Fußballer des Jahres: 1951, 1952, 1953